# Verwaltungsgemeinschaft Königstein (Bayern)
In der Verwaltungsgemeinschaft Königstein im Oberpfälzer Landkreis Amberg-Sulzbach haben sich folgende Gemeinden zur Erledigung ihrer Verwaltungsgeschäfte zusammengeschlossen:
1. Hirschbach, 1183 Einwohner, 31,03 km²
2. Königstein, Markt, 1716 Einwohner, 35,13 km²

Sitz der Verwaltungsgemeinschaft ist Königstein. Beide Teile zählen zur Metropolregion Nürnberg.
Ursprünglich gehörte ihr als drittes Mitglied die Gemeinde Edelsfeld an, die mit Wirkung ab 1. Januar 1998 entlassen wurde.
Der Grundschulverband Königstein-Hirschbach wird durch die Verwaltungsgemeinschaft Königstein verwaltet.
Die Geschäftsstelle der VG hat ihren Sitz im Rathaus Königstein.